# گاشینگن
گاشینگن (به آلمانی: Gechingen) یک شهر در آلمان است که در Calw واقع شده‌است. گاشینگن  ۳٬۸۷۰ نفر جمعیت دارد.